# Josep Maria de Muller i d'Abadal
Josep Maria de Muller i d'Abadal (Barcelona, 5 de juliol de 1919 - 1981) fou un advocat i polític català, segon marquès de Muller. Fill del primer marquès de Muller, Francesc Xavier de Muller i de Ferrer, aristòcrata i viticultor tarragoní de familia de origen bavarès. també era nebot de Ramon d'Abadal i Calderó.
Era membre del Reial Cos de la Noblesa Catalana i es dedicà principalment al món empresarial, no destacant en cap activitat política fins a la dècada del 1960. El 1967 fou elegit president de la Diputació de Barcelona alhora que fou procurador a Corts franquistes i Consejero Nacional del Movimiento, càrrec que va ocupar fins al 1973. Durant el seu mandat, per influència del seu oncle, s'iniciaren els cursos de llengua catalana a les biblioteques populars, s'organitza el primer homenatge a Enric Prat de la Riba amb participació institucional i intentà normalitzar les relacions amb l'Institut d'Estudis Catalans.
Va intentar crear una mancomunitat de serveis que aplegués les quatre diputacions catalanes i creà el consorci de l'Àrea Metropolitana de Barcelona. Va fer ampliar el pressupost per a llibres per a la nova Xarxa de Biblioteques Populars. Per tal de millorar la xarxa viària provincial, molt precària a causa del fort augment demogràfic d'aquells anys, va emprendre una política d'obres públiques (inicià les obres del túnel del Cadí) i aconseguí la declaració de parcs naturals del Massís del Montseny i del Massís de Sant Llorenç de Munt. També va crear el Consorci Urbanístic del Maresme, el Consorci entre la Diputació, l'Ajuntament de Barcelona i la Comissió d'Urbanisme, i el Consorci d'Informació i Documentació de Barcelona.